# Серебродигафний
Серебродигафний — бинарное неорганическое соединение, интерметаллид
гафния и серебра
с формулой AgHf2,
кристаллы.

## Получение
- Сплавление стехиометрических количеств чистых веществ:

{\displaystyle {\mathsf {2Hf+Ag\ {\xrightarrow {T}}\ AgHf_{2}}}}

## Физические свойства
Серебродигафний образует кристаллы
тетрагональной сингонии, пространственная группа I 4/mmm, параметры ячейки a = 0,320 нм, c = 1,184 нм, Z = 2,
структура типа дисилицида молибдена MoSi2
.